# 오픈네뷸라
오픈네뷸라(OpenNebula)는 이기종 분산 데이터 센터 인프라스트럭처를 관리하기 위한 클라우드 컴퓨팅 플랫폼이다. 오픈네뷸라 플랫폼은 폐쇄형, 공개형, 복합형 구현체의 IaaS를 빌드하기 위해 데이터 센터의 가상 인프라스트럭처를 관리한다. 오픈네뷸라는 아파치 라이선스 버전 2의 요구 사항에 종속된 자유-오픈 소스 소프트웨어이다.

## 같이 보기
- 오픈스택
- 클라우드스택
- 클라우드 컴퓨팅